# Lonjgari
 Lonjgari  falu Horvátországban Károlyváros megyében. Közigazgatásilag Netretićhez tartozik.

## Fekvése
Károlyvárostól 15 km-re, községközpontjától  4 km-re nyugatra, a Kulpa jobb partján, a szlovén határ mellett fekszik.

## Története
1857-ben 167, 1910-ben 59 lakosa volt. A település trianoni békeszerződésig Zágráb vármegye Károlyvárosi járásához tartozott. 2011-ben 2 lakosa volt.

## Lakosság
| Lakosság változása | Lakosság változása | Lakosság változása | Lakosság változása | Lakosság változása | Lakosság változása | Lakosság változása | Lakosság változása | Lakosság változása | Lakosság változása | Lakosság változása | Lakosság változása | Lakosság változása | Lakosság változása | Lakosság változása | Lakosság változása |
| ------------------ | ------------------ | ------------------ | ------------------ | ------------------ | ------------------ | ------------------ | ------------------ | ------------------ | ------------------ | ------------------ | ------------------ | ------------------ | ------------------ | ------------------ | ------------------ |
| 1857               | 1869               | 1880               | 1890               | 1900               | 1910               | 1921               | 1931               | 1948               | 1953               | 1961               | 1971               | 1981               | 1991               | 2001               | 2011               |
| 167                | 78                 | 83                 | 75                 | 64                 | 59                 | 58                 | 44                 | 42                 | 47                 | 41                 | 32                 | 17                 | 18                 | 3                  | 2                  |